# Harry Wu
Harry Wu (in cinese Wu Hongda 吳弘達; Shanghai, 8 febbraio 1937 – Honduras, 26 aprile 2016) è stato un attivista per i diritti umani cinese naturalizzato statunitense.
Prima di diventare residente e cittadino degli Stati Uniti, Wu trascorse 19 anni nei campi di lavoro cinesi, che poi fece conoscere col termine "laogai".

## Biografia
Proveniente da una famiglia agiata (il padre era banchiere, la madre era una discendente di proprietari terrieri), Wu ricorda la sua infanzia come "pacifica e gradevole", ma la sua fortuna cambiò dopo la fine della guerra civile cinese nel 1949:
(worldnetdaily.com del 5 aprile 2001)
Studiò all'Istituto di Geologia di Pechino, dove fu arrestato la prima volta nel 1956 per aver criticato il Partito Comunista Cinese durante la Campagna dei Cento Fiori. Benché mai formalmente incriminato e sottoposto a processo, nel 1960 fu inviato nei "laogai" ("riforma attraverso il lavoro") con l'accusa di essere un controrivoluzionario. Lì rimase per 19 anni durante i quali fu trasferito in 12 differenti campi e costretto ad estrarre carbone, costruire strade e lavorare la terra. Il racconto di quei 19 anni è raccolto in Bitter Winds (1994), memoria delle sue esperienze nei Laogai (edizione italiana: Contro rivoluzionario. I miei anni nei Gulag Cinesi, Edizioni San Paolo, Cinisello Balsamo 2008). Nel libro, scritto insieme alla giornalista Carolyn Wakeman, Wu narra la storia della sua prigionia e della sua sopravvivenza, gli atti di coraggio e solidarietà dei detenuti, e i particolari più raccapriccianti della prigionia, come le giornate a battere i campi in cerca di rane e serpenti che poi venivano serviti come pasti per i prigionieri. Più di una volta al limite della morte e della pazzia, Wu riesce a sopravvivere grazie alla forza della dignità personale. Il Los Angeles Times ha scritto di Bitter Winds:
Quando è uscito negli Stati Uniti, la New York Times Book Review ha nominato Bitter Winds libro dell'anno.
Rilasciato nel 1979 durante la liberalizzazione che seguì la morte di Mao Zedong, Wu si è trasferito negli Stati Uniti, dove è diventato professore di Geologia all'Università della California - Berkeley. Lì ha cominciato a scrivere delle sue esperienze nei Laogai e nel 1992 ha abbandonato l'insegnamento per dedicarsi esclusivamente all'attivismo e alla denuncia delle violazioni dei diritti umani in Cina. A questo scopo ha creato la Laogai Research Foundation, organizzazione di ricerca e pubblica educazione non-profit sui campi di lavoro cinesi. Wu ha testimoniato di fronte a diversi Congressi negli Stati Uniti, al parlamento del Regno Unito, della Germania, dell'Australia e alle Nazioni Unite.
Nel 1995 Wu, già cittadino statunitense, fu arrestato mentre tentava di rientrare in Cina. Il governo cinese lo trattenne per 66 giorni prima di sottoporlo ad un rapido processo in cui lo accusava di spionaggio, al termine del quale fu condannato a 15 anni di prigione e subito espulso. Wu attribuisce la sua scarcerazione ad una campagna internazionale in quei giorni in suo favore.
Wu ha ricevuto il "Premio Libertà" dalla "Federazione Ungherese Attivisti per la Libertà" nel 1991. Nel 1994 ha ricevuto il primo "Premio Martin Ennals per i Diritti Umani" dalla "Fondazione Svizzera Martin Ennals". Nel 1996 è stato insignito della "Medaglia alla Libertà" dalla "Fondazione Tedesca per la Resistenza della Seconda Guerra Mondiale". Ha anche ricevuto la laurea ad honorem dall'Università di St. Louis e dalla Università Americana di Parigi nel 1996.
Wu fu Direttore Esecutivo della "Laogai Research Foundation" e del Centro Informazioni sulla Cina. Entrambe le organizzazioni hanno sede nella capitale Washington e sono finanziate principalmente dal Fondo Nazionale per la Democrazia (National Endowment for Democracy).

### Aggressione a Roma
Il 15 marzo 2006 Harry Wu aveva in programma la presentazione del suo libro Laogai. I Gulag di Mao Zedong presso il Tuma's book bar di Roma,
successivamente alcune persone che volevano assistere al dibattito sono state aggredite selvaggiamente; altri giovani sono stati rincorsi e malmenati per le strade del quartiere e lo stesso Harry Wu a stento si è sottratto al linciaggio»
(dalla interrogazione parlamentare presentata alla Seduta n. 39 del 21/9/2006 alla Camera dei deputati da Fabio Rampelli)
successivi accertamenti del Ministero dell'interno (retto da Giuliano Amato) hanno accertato che
(dalla risposta all'interrogazione presentata nella Seduta n. 132 del 22/3/2007 della Camera dei deputati dal viceministro Marco Minniti)

## Critiche
Vi sono delle fonti che, per vari motivi, mettono in dubbio l'autorità di Wu come testimone, quale quella dell'uomo d'affari sino-americano George Koo e dal presentatore della radio Cantonese di San Francisco Edward Liu.
Anche il governo cinese rifiuta con fermezza di confermare quanto detto da Harry Wu.

## Mappa dei Laogai

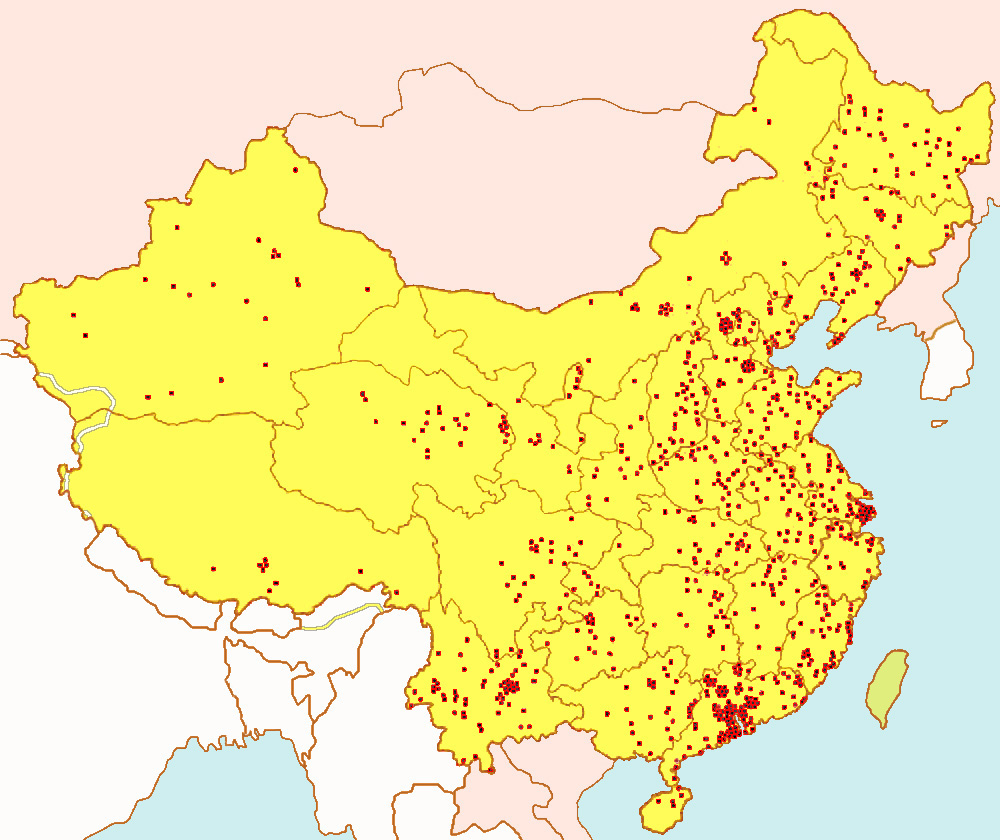
Distribuzione dei Laogai in Cina

La seguente mappa è ricavata dal libro Laogai: the Chinese Gulag tradotto in italiano come Laogai. I Gulag di Mao Tze Dong e rappresenta i campi la cui collocazione era nota a Wu. I campi risultano concentrati soprattutto nei pressi di zone industriali come Hong Kong (e tutta la provincia del Guangdong) e Shanghai.

## Un Laogai: la "Fattoria Qinghe"

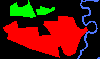
Questo schema della fattoria Qinghe corrisponde alla vista satellitare di Google Maps: in rosso è indicato il complesso, in blu il fiume.

Nei suoi libri Laogai: the Chinese Gulag e Contro rivoluzionario. I miei anni nei gulag cinesi (ed. or. Bitter Winds)), Wu descrive un laogai noto come "Fattoria Qinghe", fornendo informazioni dettagliate sulla sua ubicazione, la sua storia e la sua attività. Nel libro Contro rivoluzionario sono pubblicate anche delle fotografie della Fattoria Qinghe (e di altri laogai dove lui è stato rinchiuso), da lui scattate durante il viaggio fatto nel 1985.
La "fattoria" si trova a Tianjin, a 120 km da Pechino e vicino al mare, ed ha dimensioni di circa 20 km x 15 km.
In origine, i giapponesi vi costruirono un centro di detenzione che, dopo la loro sconfitta, passò alla Cina. A partire dal 1949, anno di fondazione della Repubblica Popolare Cinese da parte di Mao Zedong, cominciò uno sviluppo considerevole, in 4 fasi:
1. 1950-1956 - Nel 1950, decine di migliaia di proprietari terrieri e ufficiali militari nazionalisti furono condannati ai lavori forzati e obbligati a costruire canali, strade, muri e prigioni ed a coltivare la terra per il proprio mantenimento. In meno di 10 anni, la maggior parte di loro trovò la morte.
2. 1957-1965 - Nel 1956 si aggiunsero migliaia di vittime della Campagna dei cento fiori. Nel 1958, in seguito al Grande balzo in avanti, un'altra ondata di prigionieri fu aggiunta per aumentare la produzione. Nel periodo 1959-1961, i risultati disastrosi del Grande Balzo minarono la conservazione del regime, che reagì con la deportazione dei "controrivoluzionari": la popolazione superò le 100 000 unità.
3. 1966-1978 - Durante la Rivoluzione Culturale, numerosi prigionieri e guardie furono trasferiti in altri campi.
4. 1978-1988 - Si ebbe un nuovo incremento, che portò la popolazione nuovamente a 100.000 unità.

Il complesso è eterogeneo e comprende: Laogai con 20 000 detenuti; Laojiao con 20.000 detenuti; Jiuye con 60 000 fra lavoratori forzati ex-detenuti (25 000), le loro famiglie (15 000) e le guardie con rispettive famiglie (20 000).
Sono presenti campi coltivati e industrie per un fatturato annuo di 10 milioni di Euro. I prodotti sono venduti sia sul mercato interno che sul mercato estero (uva, ceramica, maglieria).
Ognuna delle 25 sezioni del complesso possiede una prigione circondata da mura con la sommità elettrificata. I detenuti dei Laogai e dei Laojiao vivono in baracche all'interno delle mura e sono scortati dalle guardie all'esterno per lavorare. I lavoratori forzati dei Jiuye vivono all'esterno delle mura in dormitori. Per questi ultimi e per le guardie, sono presenti scuole, negozi, ristoranti, un cinema e un ospedale. Solo le guardie possono uscire all'esterno della "Fattoria" Qinghe.

## Opere
- Troublemaker (1996), resoconto del suo viaggio clandestino in Cina e della sua detenzione nel 1995.
- Laogai, i Gulag di Mao Tze Dong, ed. L'ancora del Mediterraneo, Napoli-Roma, 2006, traduzione dall'inglese di Laogai. The Chinese Gulag, 1991, ISBN 88-8325-205-5
- Controrivoluzionario[collegamento interrotto]. I miei anni nei gulag cinesi, ed. San Paolo, Cinisello Balsamo, 2008, ISBN 88-215-6070-8, traduzione dall'inglese di Bitter Winds, 1994
- Laogai. L'orrore cinese, Spirali, 2008, ISBN 978-88-7770-842-7